# Chopper Command
Chopper Command ist ein Shoot-’em-up-Spiel der Firma Activision für das Atari-2600-System, welches kriegsähnliche Strukturen aufweist. Es wurde nur in den demokratischen Staaten veröffentlicht und war in Deutschland sehr umstritten. Nach seiner Markteinführung wurde es nach und nach nur noch an Erwachsene verkauft. Aufgrund des Widerstandes wurde dem Spiel kurze Zeit später eine neue Bedienungsanleitung beigelegt, die den Hintergrund des Spieles verharmloste. Das Spiel wurde von Bob Whitehead entwickelt.

## Beschreibung
Bei Chopper Command übernimmt der Spieler den Job eines Helikopter-Piloten, der seinen wiederkehrenden LKW-Konvoi vor feindlichen Luftangriffen schützen muss.
Der eigene Hubschrauber erinnert sehr stark an den US-Kampfhubschrauber Apache, der damals jedoch noch ein Geheimprojekt der amerikanischen Regierung war. Im direkten Luftkampf müssen gegnerische Hubschrauber und Flugzeuge (Fighter) abgeschossen und die zu Lande verkehrenden LKW vor Bomben beschützt werden.
Das eigentlich simple Spielprinzip wurde dadurch erschwert, dass insgesamt vier Zonen pro Level bewältigt werden mussten, jedoch immer nur eine Zone auf dem Bildschirm sichtbar war. So kam es vor, dass in der nächsten Zone bereits mehrere LKW vernichtet worden sind. Als weiterer Schwierigkeitsgrad wurde die Spielgeschwindigkeit ab dem 4. Level extrem erhöht.

## Punktesystem
- Erfolgreich abgeschossener Hubschrauber: 100 Punkte
- Erfolgreich abgeschossenes Flugzeug: 200 Punkte

Interessant ist die Tatsache, dass – obwohl die Hauptaufgabe des Spieles, dies zu vermeiden – ein zerstörter LKW keinerlei Nachteil bedeutete. So konnte man das Level trotzdem erfolgreich beenden, auch wenn die gesamte LKW-Kolonne zerstört war. Laut Bedienungsanleitung sollte der Spieler eigene Verantwortung über seine „Kameraden“ am Boden übernehmen, welches auf dem Spieler einen psychischen Druck ausüben sollte.

## Spielarten
Gespielt werden konnte als Einzelspieler oder im indirekten Spiel gegeneinander (amerik.: head to head – es wurde abwechselnd jede Zone des Spielers aufgerufen). Die Waffe an Bord des Helikopters konnte mit dem Schwierigkeits-Schalter auf der Rückseite der Konsole zwischen einem Schnellfeuergewehr oder einer Laserkanone gewählt werden.

## Kritik
Das Spiel war das Erste seiner Art, welches ein reales Gefühl im Kriegsfall vermitteln sollte. War man z. B. bei Star Raiders oder Asteroids für sich selbst verantwortlich (außerdem spielte dieses in einer fiktiven Umgebung > Weltraum), hatte man nun die virtuelle Verantwortung für eine ganze Armee.

## Rekorde
Eine offizielle Liste gibt es nicht. Thomas Kobsch (Deutschland) erreichte allerdings 1987 bei einer öffentlichen Präsentation in Wuppertal das unendliche Spiel. Bei 999.900 Punkten fing das System wieder bei Null an, ohne jedoch den Schwierigkeitsgrad zu ändern. Die häufige Annahme und der Mythos, das Spiel würde danach in einem Buchstabensalat enden, war damit widerlegt.

## Geschichte
Chopper Command gehörte aufgrund seines kriegerisch, vorstellbaren Spielprinzipes zu den ersten Spielen, auf welches Druck seitens der Politik ausgeübt wurde. Durch eine Änderung in der Bedienungsanleitung wurde der Ort des Geschehens nun in eine fiktive Umgebung verlegt (vorher befand sich der Konvoi in einem Wüstengebiet auf dem Weg zum Stützpunkt). Bis heute allerdings ist nicht geklärt, warum als Spielinstrument eine sehr starke Anlehnung zum damaligen US-Geheimprojekt des Apache-Hubschraubers gewählt wurde. Dieser unterlag damals der höchstens Sicherheitsstufe. 1995 machte Atari eine Mitteilung, dass das Spiel anhand geheimer Unterlagen angefertigt wurde. Es gibt allerdings keinerlei Beweisantritt und bleibt daher weiter eine Vermutung.